# Liste der Bodendenkmäler in Dingolshausen
Auf dieser Seite sind die Bodendenkmäler in der unterfränkischen Gemeinde Dingolshausen zusammengestellt. Diese Tabelle ist eine Teilliste der Liste der Bodendenkmäler in Bayern. Grundlage ist die Bayerische Denkmalliste, die auf Basis des Bayerischen Denkmalschutzgesetzes vom 1. Oktober 1973 erstmals erstellt wurde und seither durch das Bayerische Landesamt für Denkmalpflege geführt wird. Die folgenden Angaben ersetzen nicht die rechtsverbindliche Auskunft der Denkmalschutzbehörde.

## Bodendenkmäler in Dingolshausen
| Lage       | Objekt                                                                                   | Akten-Nr.     | Bild |
| ---------- | ---------------------------------------------------------------------------------------- | ------------- | ---- |
| (Standort) | Siedlung der späten Latènezeit.                                                          | D-6-6028-0019 |      |
| (Standort) | Siedlung der Linearbandkeramik, der Urnenfelderzeit, der jüngeren Latènezeit             | D-6-6028-0020 |      |
| (Standort) | Siedlung der Linearbandkeramik.                                                          | D-6-6028-0021 |      |
| (Standort) | Bestattungsplatz mit Grabhügel vorgeschichtlicher Zeitstellung.                          | D-6-6028-0022 |      |
| (Standort) | Siedlung vor- und frühgeschichtlicher Zeitstellung.                                      | D-6-6028-0061 |      |
| (Standort) | Mittelalterlicher Turmhügel.                                                             | D-6-6028-0075 |      |
| (Standort) | Siedlung des Neolithikums.                                                               | D-6-6028-0099 |      |
| (Standort) | Siedlung des Neolithikums.                                                               | D-6-6028-0102 |      |
| (Standort) | Fundamente mittelalterlicher und frühneuzeitlicher Vorgängerbauten der Kath. Pfarrkirche | D-6-6028-0130 |      |
| (Standort) | Fundamente mittelalterlicher und frühneuzeitlicher Vorgängerbauten der Kath. Pfarrkirche | D-6-6028-0134 |      |
| (Standort) | Siedlung der Urnenfelderzeit und der frühen Kaiserzeit.                                  | D-6-6128-0002 |      |
| (Standort) | Mittelalterlicher Burgstall.                                                             | D-6-6128-0017 |      |
| (Standort) | Siedlung vor- und frühgeschichtlicher Zeitstellung.                                      | D-6-6128-0042 |      |
| (Standort) | Siedlung und vermutlich Grabenwerk vorgeschichtlicher Zeitstellung.                      | D-6-6128-0046 |      |
| (Standort) | Siedlung der römischen Kaiserzeit und vermutlich der Urnenfelderzeit.                    | D-6-6128-0049 |      |